# Karl Schleps
Karl Schleps (né en 1802 à Feldsberg, mort le 2 février 1840 à Vienne) est un architecte autrichien.

## Biographie
Karl Schleps est le fils du maître d'œuvre Franz Schleps, issu de la maison de Liechtenstein. Il va à 15 ans à l'académie des beaux-arts de Vienne et à 18 ans à l'université technique de Vienne. En 1839, il est nommé architecte pour concevoir le palais Coburg et conçoit un plan pour la Seilerstätte. En outre, certains bâtiments et reconstructions de châteaux moraves lui sont attribués.

## Œuvre
Karl Schleps peut être considéré comme représentatif du néo-classicisme. Le seul bâtiment qu'on peut lui attribuer assurément est le palais Coburg dont il conçoit l'essentiel, notamment les colonnades du côté du jardin. Son premier plan avec Adolf Korompay n'est pas bien reçu. Le plan de 1839 fait l'objet de modifications après la mort de Schleps.

## Source, notes et références
- (de) Cet article est partiellement ou en totalité issu de l’article de Wikipédia en allemand intitulé « Karl Schleps » (voir la liste des auteurs).